# Корон (антична міфологія)
Коро́н (грец. Koronos) — син Келея, учасник походу аргонавтів, цар лапітів. Згадується в працях Гая Юлія Гігіна. З Гіртони в Фессалії (за Софоклом, «чоловік дотійський»).
Вів війну з дорійцями, але розбитий Гераклом і убитий.